# Без контроле
Без контроле је дебитантски студијски албум српске кантауторке Саре Јо. Издат је 21. јуна 2023. године за Bassivity Digital. Претходила су му два сингла: Дивља (2021) и Зар не? (2022).

## Списак песама
| №               | Назив                               | Аутор(и)                                                   | Продуцент(и)    | Трајање |  |
| 1.              | Зло                                 | Никола Кирћански                                           |                 | 2.03    |  |
| 2.              | Приватни манијак                    | Андреа Алексић Слободан Вељковић                           |                 | 3.01    |  |
| 3.              | У глави                             | Кирћански                                                  |                 | 2.30    |  |
| 4.              | Желим                               | Александра Ковач Роман Горшек                              |                 | 3.05    |  |
| 5.              | Дивља                               | Кирћански Сара Јовановић Вељковић                          |                 | 2.44    |  |
| 6.              | Глас                                | Кирћански Вељковић                                         |                 | 2.50    |  |
| 7.              | Сандра Мељниченко (и Мими Мерцедез) | Лука Јовановић Милена Јанковић Вељковић                    |                 |         |  |
| 8.              | Зар не?                             | Михајло Јовановић Павле Јовановић Кирћански Лука Јовановић |                 | 2.59    |  |
| 9.              | Тако ходам                          | Сара Јовановић Вељковић                                    |                 | 2.20    |  |
| 10.             | Судар                               | Бојана Вунтуришевић Лука Јовановић Сара Јовановић          |                 | 3.08    |  |
| Укупно трајање: | Укупно трајање:                     | Укупно трајање:                                            | Укупно трајање: | 27.11   |  |